# Репохвостые гекконы
Репохвостые гекконы или текадактилюсы (лат. Thecadactylus) — род ящериц семейства Phyllodactylidae. Встречаются в тропиках Южной Америки. До 2007 года род считался монотипическим, с единственным видом Thecadactylus rapicauda. Но затем подвид из южной части верховий бассейна Амазонки был признан отдельным видом Thecadactylus solimoensis. Третий вид был описан в 2011 году.

## Виды
- Thecadactylus rapicauda Houttuyn, 1782
- Thecadactylus solimoensis Bergmann & Russell, 2007
- Thecadactylus oskrobapreinorum Köhler & Vesely, 2011[2]

## Галерея

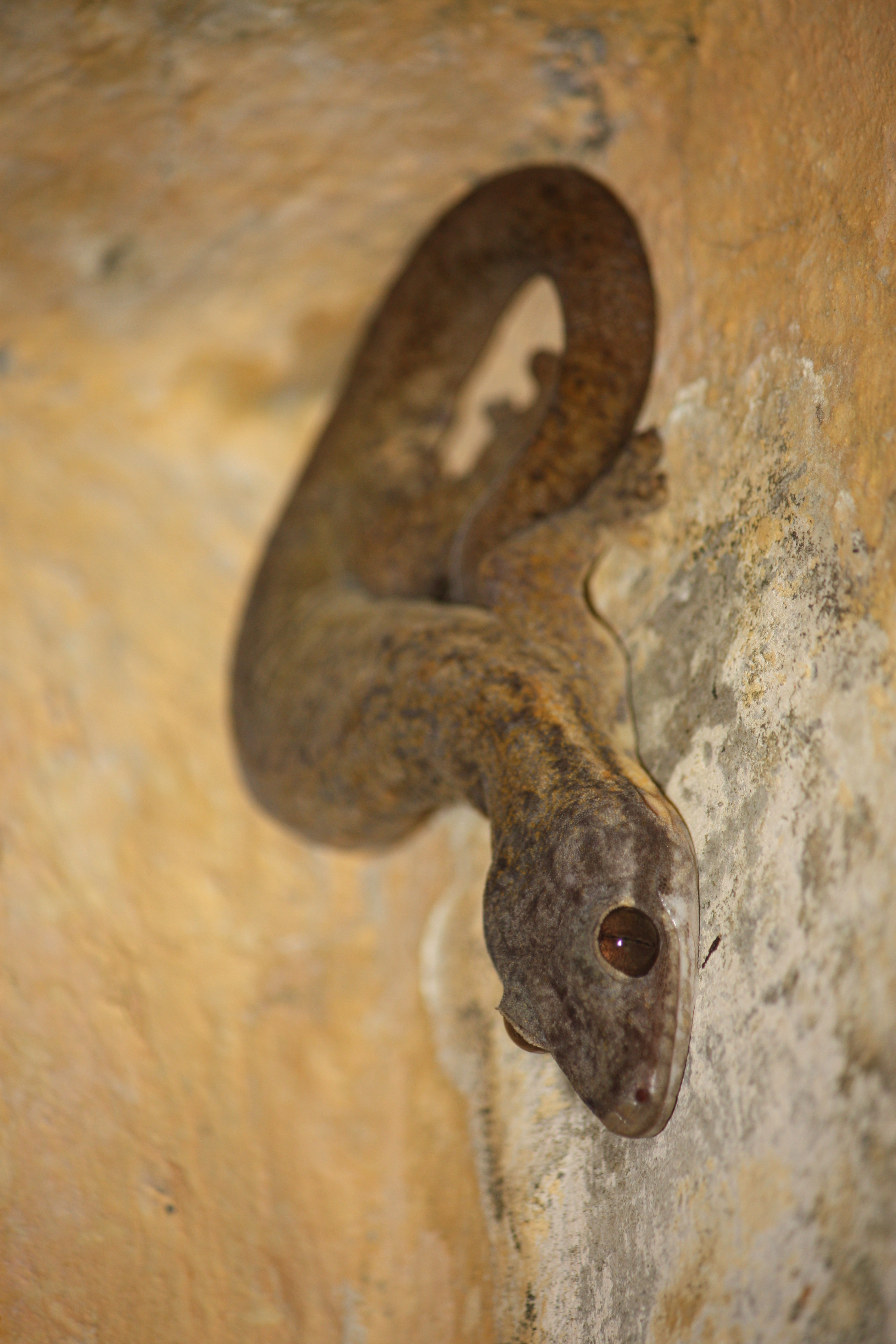
Thecadactylus rapicauda
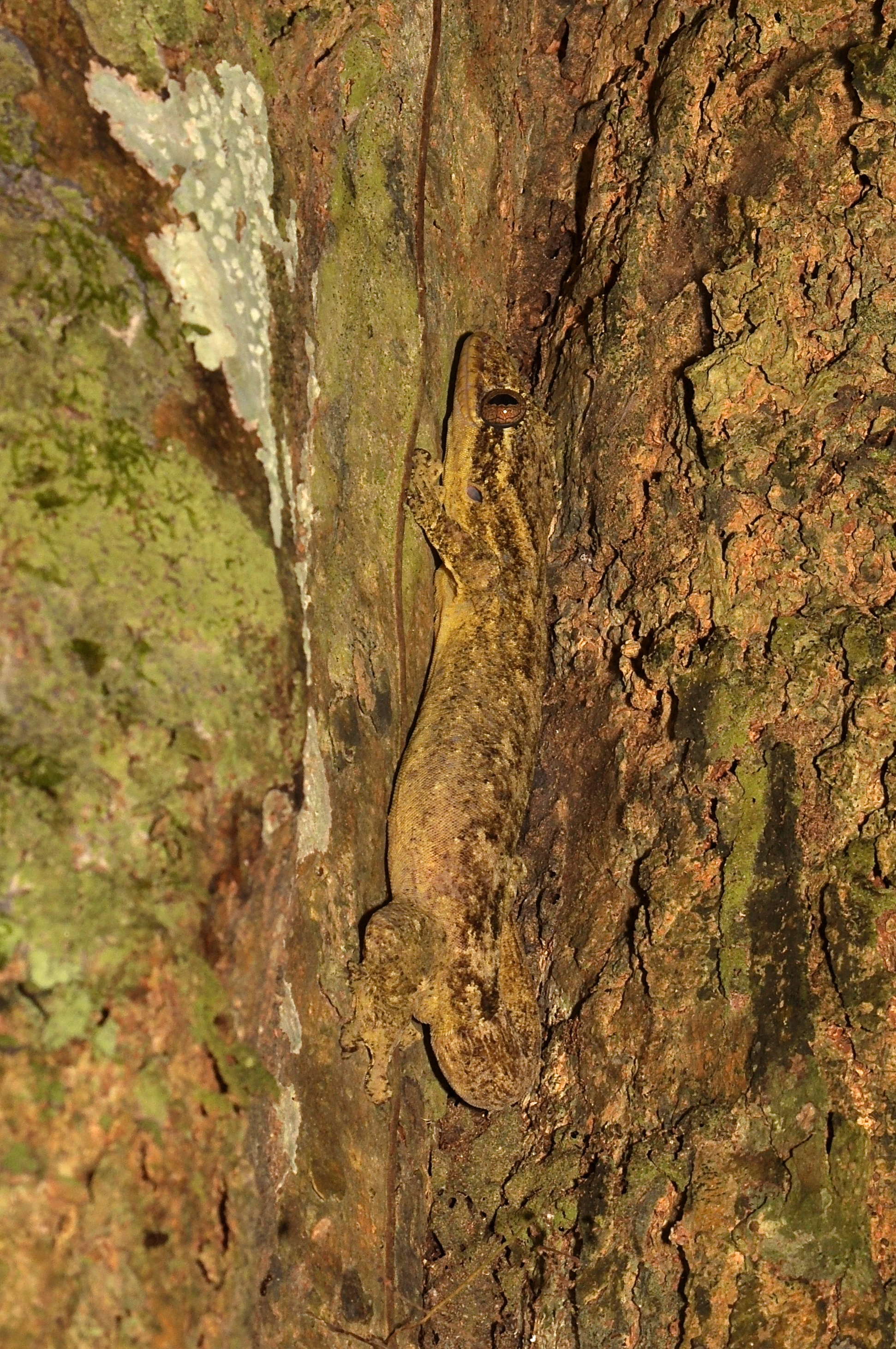
Thecadactylus solimoensis